# Kleine Pappelglucke

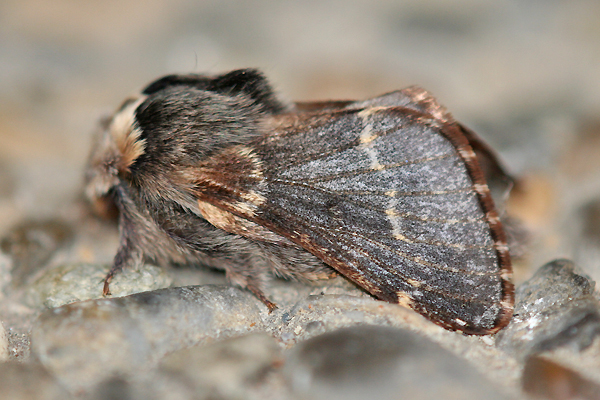
Männchen

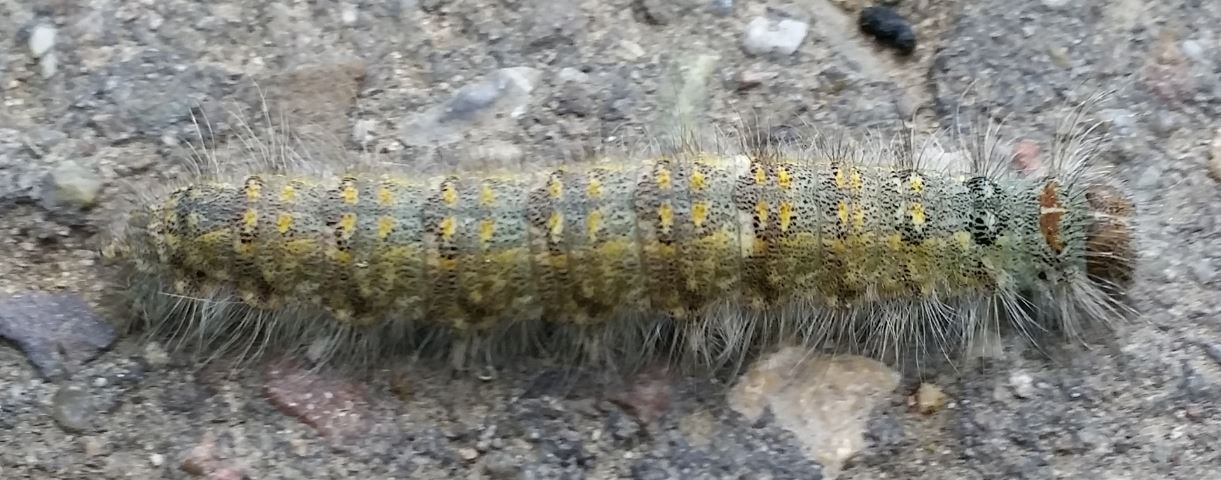
Raupe

Die Kleine Pappelglucke oder Herbstglucke (Poecilocampa populi) ist ein Schmetterling (Nachtfalter) aus der Familie der Glucken (Lasiocampidae). Die Art ist weit verbreitet, kommt in Mitteleuropa häufig vor und ist nicht gefährdet. Die Falter fliegen, ungewöhnlich für Schmetterlinge, erst im Spätherbst. 

## Merkmale
Die Falter erreichen eine Flügelspannweite von 30 bis 45 Millimetern, die Vorderflügellänge beträgt 12 bis 18 Millimeter. Die Vorderflügel sind dunkelgrau bis blauschwarz und weisen einen leicht violetten Schimmer auf; das Basalfeld und der Costalrand können gelegentlich rotbräunlich sein. Die Vorderflügel zeigen zwei leicht gezackte, weißliche bis hellgelbe Querlinien, die sich am Vorderflügelrand zu einem kleinen Fleck erweitern. Die innere Querlinie ist dabei oft kaum erkennbar. Die Grundfarbe der Hinterflügel ist etwas heller als die der Vorderflügel. Auch auf ihnen verläuft eine helle Querlinie. Der Thorax ist stark dunkel- und hellgrau behaart. Der Halskragen (Patagia) ist auffallend gelblich gefärbt.
Die Weibchen werden etwas größer als die Männchen und sind an den fadenförmigen statt gekämmten Fühlern gut zu erkennen.
Die Raupen werden etwa 50 Millimeter lang und sind etwas abgeflacht. Sie kommen in zwei Farbmorphen vor. Die Raupen der hellen Morphe sind hell graubraun gefärbt, haben eine dichte, dunkle, sehr feine Punktierung und links und rechts des Rückens auf jedem Segment einen hellen Punkt. Die dunkle Morphe ist dunkler grau gefärbt und hat rautenförmige Rückenflecken, neben denen helle Fleckenpaare zu erkennen sind. Die Körperfärbung variiert je nach Farbe der Rinde, auf denen die Tiere leben. Die Raupen haben besonders auf den Seiten mehr oder weniger lange, helle Haare.

## Vorkommen
Die Tiere kommen in Europa vom Norden der Iberischen Halbinsel über West-, Mittel- und Nordeuropa über das gemäßigte Asien östlich bis Ostasien vor. Sie fehlen im Mittelmeerraum und im Norden Skandinaviens. Man findet sie vom Flachland bis ins höhere Bergland in einer Vielzahl verschiedener Habitate, sie bevorzugen aber feuchte und lichte Laubmischwälder, wo sie besonders an den Rändern und Waldwegen vorkommen, sowie verbuschte Trockenhänge und Auwälder, die von Gebüschen gesäumt werden. Sie kommen aber auch in Parks, Alleen und Gärten vor.

## Lebensweise
Die Imagines haben, wie alle Glucken, keinen Saugrüssel und sterben schon bald nach der Paarung und Eiablage. Die nachtaktiven Falter sind äußerst robust und können auch bei Temperaturen um den Gefrierpunkt und sogar bei leichtem Schneefall noch fliegen. Sie werden stark durch künstliches Licht angezogen und lassen sich so mitunter zahlreich anlocken.

### Flug- und Raupenzeiten
Die Kleine Pappelglucke fliegt äußerst spät im Jahr; meist erst nach den ersten stärkeren Nachtfrösten, welche aber keine Voraussetzung für den Schlupf der Falter sind. Die frühesten Falter fliegen ab Anfang Oktober; das Flugmaximum liegt im November. Je nach Witterung werden die Falter meist bis Ende November und Anfang Dezember nachgewiesen, Funde bis in den Januar bilden eher die Ausnahme. Die Raupen findet man von April bis Juni, das Maximum ihres Auftretens liegt im Mai. Die Verpuppung findet vor allem ab Ende Mai, Anfang Juni statt. Die Falter sind zwar schon bald fertig entwickelt, sie schlüpfen aber trotzdem erst spät im Jahr.

### Nahrung der Raupen
Die Raupen ernähren sich von verschiedenen Laubbäumen und -sträuchern, ohne dabei eine bestimmte Art zu bevorzugen. Zu den Nahrungspflanzen gehören Pappeln (Populus), wie etwa die Zitterpappel (Populus tremula), Weiden (Salix), wie die Sal-Weide (Salix caprea), Gemeine Hasel (Corylus avellana), Hänge-Birke (Betula pendula), Schwarz-Erle (Alnus glutinosa), Rotbuche (Fagus sylvatica), Stieleiche (Quercus robur), Schlehdorn (Prunus spinosa), Sommer-Linde (Tilia platyphyllos), Spitz-Ahorn (Acer platanoides), Apfelbaum (Malus domestica), Pflaume (Prunus domestica) und Gemeine Esche (Fraxinus excelsior).

## Entwicklung
Die Weibchen legen ihre graubraun und hell gesprenkelten Eier einzeln oder in kleinen Grüppchen an Zweige der Futterpflanzen ab. Die Eier überwintern und die Raupen schlüpfen im Frühjahr. Tagsüber sitzen die Raupen perfekt getarnt in Rindenrissen auf den Stämmen oder Zweigen ihrer Futterpflanzen und klettern erst in der Nacht zum Fressen nach oben. Sie verpuppen sich im Boden in einem sehr festen, dunkel graubraunen bzw. gleich wie der Erdboden gefärbten Kokon. Die Puppe selbst ist dunkel rotbraun. 